# Sāmghān
Sāmghān (persiska: سامغان) är en ort i Iran.   Den ligger i provinsen Khorasan, i den nordöstra delen av landet, 700 km öster om huvudstaden Teheran. Sāmghān ligger 1 179 meter över havet och antalet invånare är 128.
Terrängen runt Sāmghān är platt åt sydväst, men åt nordost är den kuperad.Runt Sāmghān är det ganska tätbefolkat, med 56 invånare per kvadratkilometer. Närmaste större samhälle är Nīshābūr, 14,0 km sydost om Sāmghān. Omgivningarna runt Sāmghān är i huvudsak ett öppet busklandskap.